# グスタフ4世アドルフ (スウェーデン王)

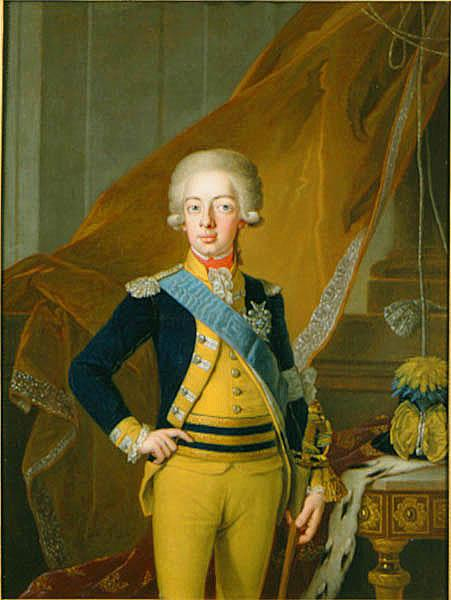
ペール・クラフトによる肖像画、1793年。

グスタフ4世アドルフ（スウェーデン語: Gustav IV Adolf，1778年11月1日 - 1837年2月7日）は、スウェーデン・ホルシュタイン＝ゴットルプ王朝第3代国王（在位：1792年 - 1809年）。スウェーデン王グスタフ3世とデンマーク王フレゼリク5世の娘ソフィア・マグダレーナの子。

## 即位
スウェーデン王グスタフ3世と王妃ソフィア・マグダレーナの息子として、1778年11月1日にストックホルムで生まれた。ニルス・フォン・ローゼンシュタインのもとで教育を受け、まじめで誠実な性格に育った。1792年3月に父が暗殺されると、スウェーデン王に即位した。
1796年8月、叔父にあたるセーデルマンランド公カールがサンクトペテルブルクを訪問して、ロシア皇帝エカチェリーナ2世の孫娘アレクサンドラ・パヴロヴナとグスタフ4世の婚約を交渉、婚約式の日付を9月22日に定めるまでに至ったが、アレクサンドラが結婚後もギリシャ正教会から改宗しないことにグスタフ4世が拒否したため、結局婚約はなされなかった。ブリタニカ百科事典第11版はこの思いがけない挫折がエカチェリーナ2世の死期を早めたとした。
グスタフ4世は1796年11月に親政した。彼はすぐに不人気な大臣グスタフ・アドルフ・ロイターホルムを罷免して人気を得たが、フランス革命を忌み嫌ったため極端な反動政策をとり、議会を招集しなくて済むように戴冠式を数年延期したほどだった。しかし、1798年と1799年の不作、さらに長引くフランス革命戦争により財政が悪化したため1800年3月にノーショーピングで議会を招集することを余儀なくされ、同年4月3日には戴冠式が行われた。
1804年にフランスでアンギャン公ルイ・アントワーヌが逮捕・処刑されると、グスタフ4世は同年12月3日に率先して第三次対仏大同盟に加入、オランダとハノーファー選帝侯領の奪回に向けて大陸ヨーロッパへの陸軍派遣を約束したが、プロイセン王フリードリヒ・ヴィルヘルム3世との争いによりスウェーデン軍はスウェーデン領ポメラニアから出発できなかった。1805年12月にようやく6千人の軍勢を率いてエルベ川に向けて行軍を開始したものの、この時点では対仏大同盟軍がすでにウルムの戦いとアウステルリッツの戦いで敗れて崩壊しており、スウェーデンの援軍は役に立たなかった。翌年にはプロイセンとの間で開戦寸前の情勢になったが、プロイセンが第四次対仏大同盟に参加してフランスからの攻撃を受けたためスウェーデン・プロイセン間の戦争は回避された。イエナ・アウエルシュタットの戦いでプロイセンが敗北した後はフランス皇帝ナポレオン・ボナパルトがスウェーデンを味方に引き入れようとしたが、グスタフ4世が全て拒否したため、スウェーデン領ポメラニアをフランスに占領される結果となった。
ロシア皇帝アレクサンドル1世は1807年のティルジットの和約でスウェーデンを大陸封鎖令に参加させることを約束した。アレクサンドル1世はグスタフ4世に対し、バルト海を封鎖してイギリスに対抗することをもちかけ、グスタフ4世は当然ながら拒否したが、同時にフィンランドの守備を増強せず、1808年から1809年にかけてのロシア・スウェーデン戦争でフィンランドを失う結果となった。
1808年までにグスタフ4世は人気を完全に失い、1809年のクーデターを引き起こすに至った。このクーデターにおいて、グスタフ4世は1809年3月13日に宮殿で逮捕され、グリプスホルム城に連行された。セーデルマンランド公カールが臨時政府の長を務めることに同意、議会もクーデターを承認した。グスタフ4世は3月29日に退位して、息子グスタフに王位を譲ろうとしたが、議会は5月10日にグスタフ4世だけでなくその子女も王位を放棄したと宣言、6月5日にはセーデルマンランド公がカール13世としてスウェーデン王に即位した。同年12月、グスタフ4世一家はドイツに追放された。
スウェーデンを追われたグスタフ4世ははじめ「ゴットルプ伯」の称号を、ついで「グスタフソン大佐」の偽名を使い、いくつかの著作を書いた。子供たちと離別させられ、妻とも1812年に離縁した末、スイスのザンクト・ガレンで孤独な生活を送った。1837年2月7日に死去した。19世紀末のオスカル2世の治世になって、グスタフ4世の遺体がスウェーデンに戻され、ストックホルム郊外のリッダルホルム教会に埋葬された。

## 家族

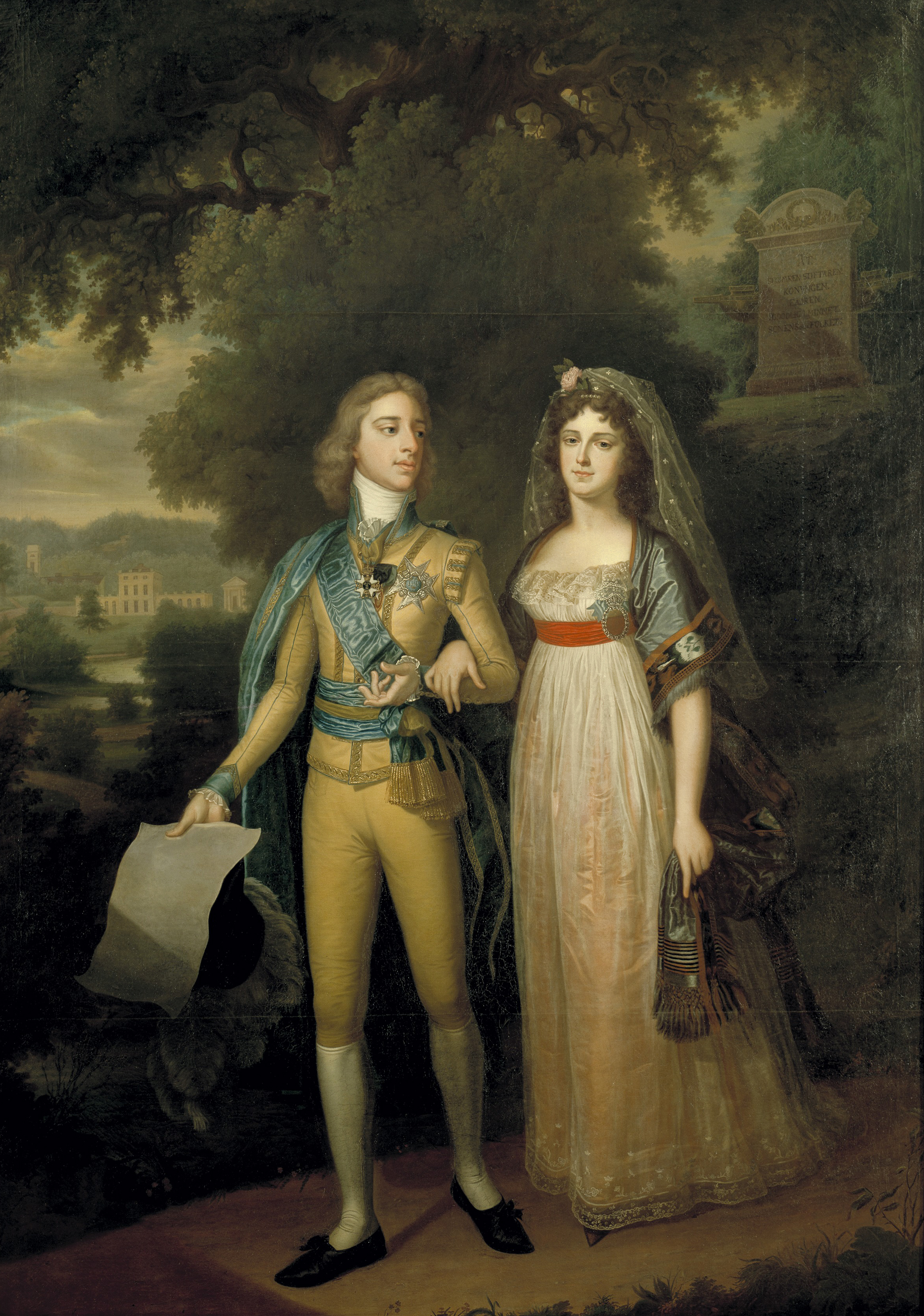
グスタフ4世夫婦、1790年代末。

1797年10月31日、バーデン大公世子カール・ルートヴィヒの娘フリーデリケと結婚した。ブリタニカ百科事典第11版によると、この結婚がスウェーデン・ロシア間の戦争の引き金となる可能性もあったが、グスタフ4世アドルフがロシア皇帝パーヴェル1世と同じくフランス共和国を嫌っていたため、2国間の戦争が回避されたという。
- グスタフ（1799年 – 1877年） - ヴァーサ公
- ソフィア・ヴィルヘルミナ（1801年 – 1865年） - バーデン大公レオポルトと結婚
- カール・グスタフ（1802年 – 1805年）
- アマーリア（1805年 – 1853年） - 生涯未婚
- セシリア（1807年 – 1844年） - オルデンブルク大公アウグストと結婚

## 読書案内
- 武田龍夫『北欧の外交 -戦う小国の相克と現実-』東海大学出版部、1998年8月。ISBN 978-4-486-01433-1。
- 武田龍夫『物語 スウェーデン史 - バルト大国を彩った国王、女王たち』新評論、2003年10月。ISBN 978-4-7948-0612-3。
- 武田龍夫『北欧悲史 - 悲劇の国王、女王、王妃の物語』明石書店、2006年11月。ISBN 978-4-7503-2431-9。

| 爵位・家督       | 爵位・家督                     | 爵位・家督      |
| ---------------- | ------------------------------ | --------------- |
| 先代 グスタフ3世 | スウェーデン王 1792年 – 1809年 | 次代 カール13世 |